# Эрфирисей
Э́рфирисей (исл. Örfirisey, исландское произношение: [ˈœrfɪːrɪsˌeiː]; также был известен как Örfirsey, Örfærisey, Öffursey, Örfursey, Effirsey) — существовавший ранее небольшой остров в Кодла-фьорде на юго-западе Исландии (община Рейкьявикюрборг в регионе Хёвюдборгарсвайдид). В середине XX-го века томболо, которое связывало его с побережьем Рейкьявика, было укреплено, расширено и застроено, вследствие чего остров прекратил своё существование — перестал быть островом.

## География
Остров находился в проливе Хоульмасюнд неподалёку от острова Эйнгей. Площадь Эрфирисей составляла около 0,07 км², а высота над уровнем моря не более 8 метров.

## Этимология
По мнению авторов исландского многотомного энциклопедического издания «Landið þitt Ísland», название острова связано с исландским географическим термином örfirisey, означающим форму рельефа, состоящую из острова, соединённого с материком или другим островом только с помощью томболо.
Этимологический словарь Аусгейра Магнуссона указывает, что слово örfiri буквально означает «широкий, плоский участок побережья, который обнажается во время отлива» и используется как первая часть названий островов, до которых можно дойти пешком во время отлива. Словарь упоминает несколько форм этого термина, что по мнению Свавара Сигмюндссона, бывшего директора Института географических названий, показывает, что исландцы не до конца понимали значение слова örfiri, отсюда и происходят другие названия острова — Örfirsey (рус. Эрфирсей), Örfærisey (рус. Эрфайрисей), Öffursey (рус. Эффюрсей), Örfursey (рус. Эфюрсей), Effirsey (рус. Эффирсей).
От одного из этих названий — Effirsey, происходит фарерская фамилия Effersöe. Первым, кто взял эту фамилию, был Йоун Гюдмюндссон Эфферсой, исландец, который оказался на Фарерских островах после службы у исландского короля Йёрген и представился как Эффирсей.

## История
Самым старым источником, в котором упоминается остров, является картулярий Викюркиркьи от 1379 года (Oddgeirsmáldaga), в котором говорится, что на Эрфирисей находятся церковные владения — земельный участок, на котором ежегодно собирают около 100 кг зерна, и участок побережья для охоты на тюленей. Викуркиркья была приходской церковью в Рейкьявике и существовала с начала христианства в Исландии вплоть до освящения Кафедрального собора Рейкьявика в 1796 году.
В Поземельной книге 1703 года говорится, что на Эрфирисей была ферма с четырьмя домами и одним колодцем, которая располагалась в северной, более высокой части острова. В книге уточняется, что жители острова выращивают зерно и ловят тюленей, а чтобы добраться до «большой земли», они обычно используют лодки, хотя когда стоят высокие отливы, есть возможность проходить по томболо пешком.
Ферма на острове существовала примерно с 1500 до 1861 года, когда здесь было основано поселение и прекратилась сельскохозяйственная деятельность. В 17 веке, в эпоху датской торговой монополии, в северной части острова на Грандахоульме появились первые купеческие склады и амбары, просуществовавшие здесь вплоть до 1780 года, когда были перенесены в Рейкьявик. В 1835 году Эрфирисей попал под юрисдикцию Рейкьявика, а в 1906 году город приобрёл остров и он стал его частью. В 1911 на острове построили пристань для яхт и небольших судов.
В 1950 году на острове начали строить резервуары для хранения топлива и горюче-смазочных материалов, а в 1970 году под эти цели городские власти отвели значительную часть земель на Эрфирисей. В 1986 году была построена первая часть отдельного, находящегося в море на некотором отдалении от острова, топливного терминала, и танкеры с топливом перестали разгружаться в порту Рейкьявика. Вначале топливо доставлялось с терминала в хранилища по подводным трубопроводам, но с вводом в эксплуатацию его второй части танкеры дедвейтом до 45 000 тонн смогли безопасно швартоваться непосредственно к берегу.

## Галерея

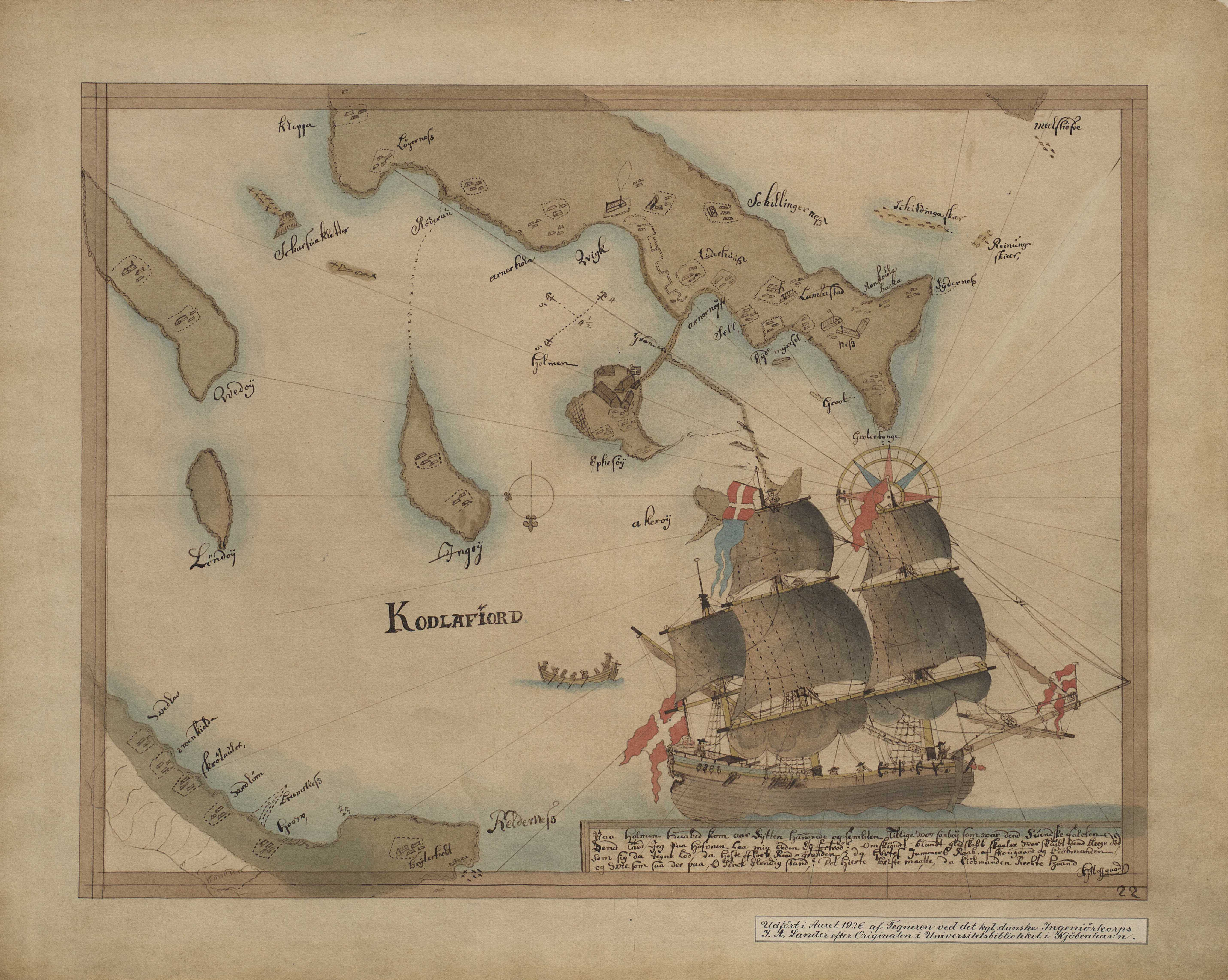
Остров на карте морского капитана Ганса Хоффгарда от 1715 года
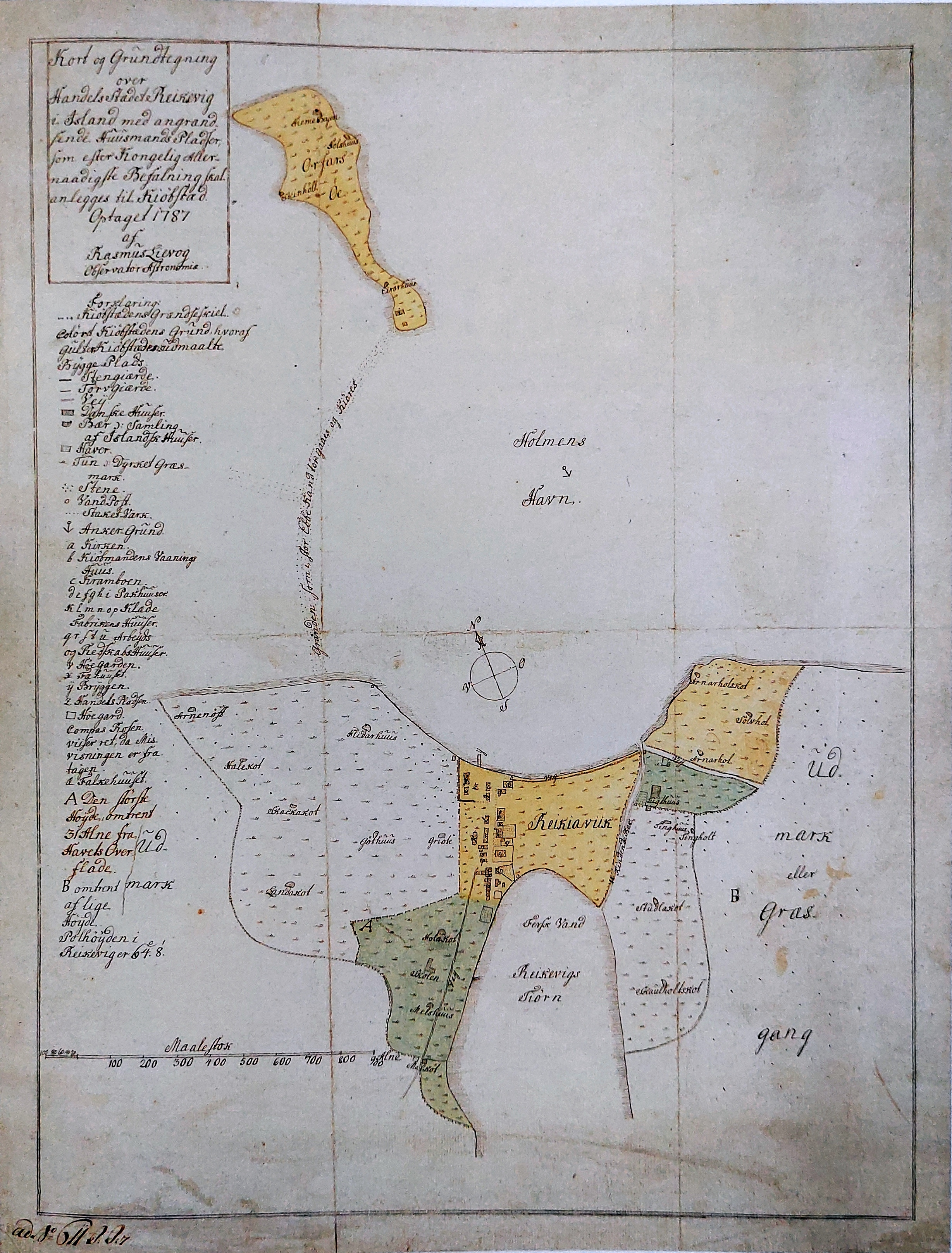
Остров на карте норвежского астронома и географа Расмуса Лейвога от 1787 года
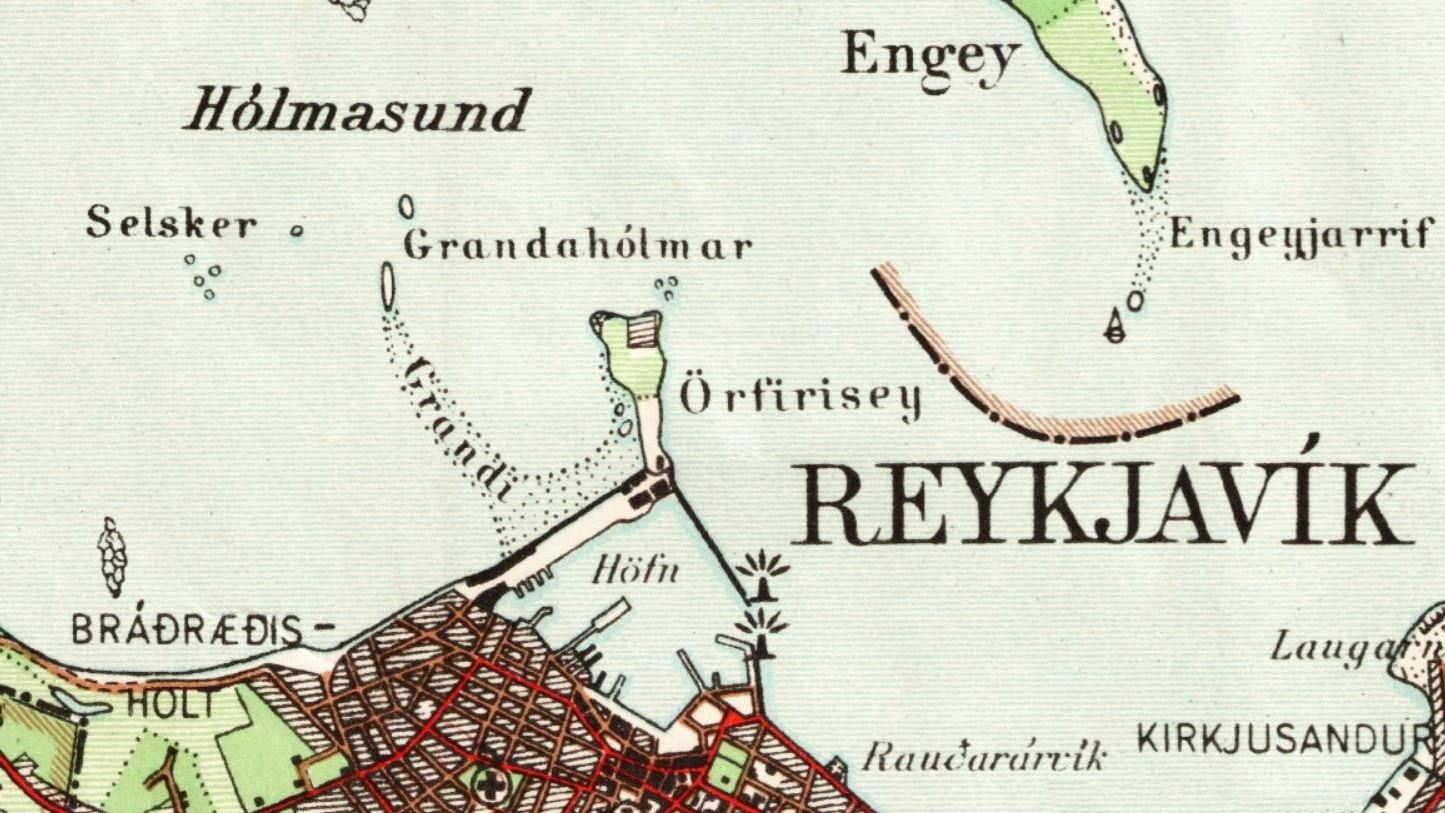
Остров с томболо на датских военных картах 1909 года
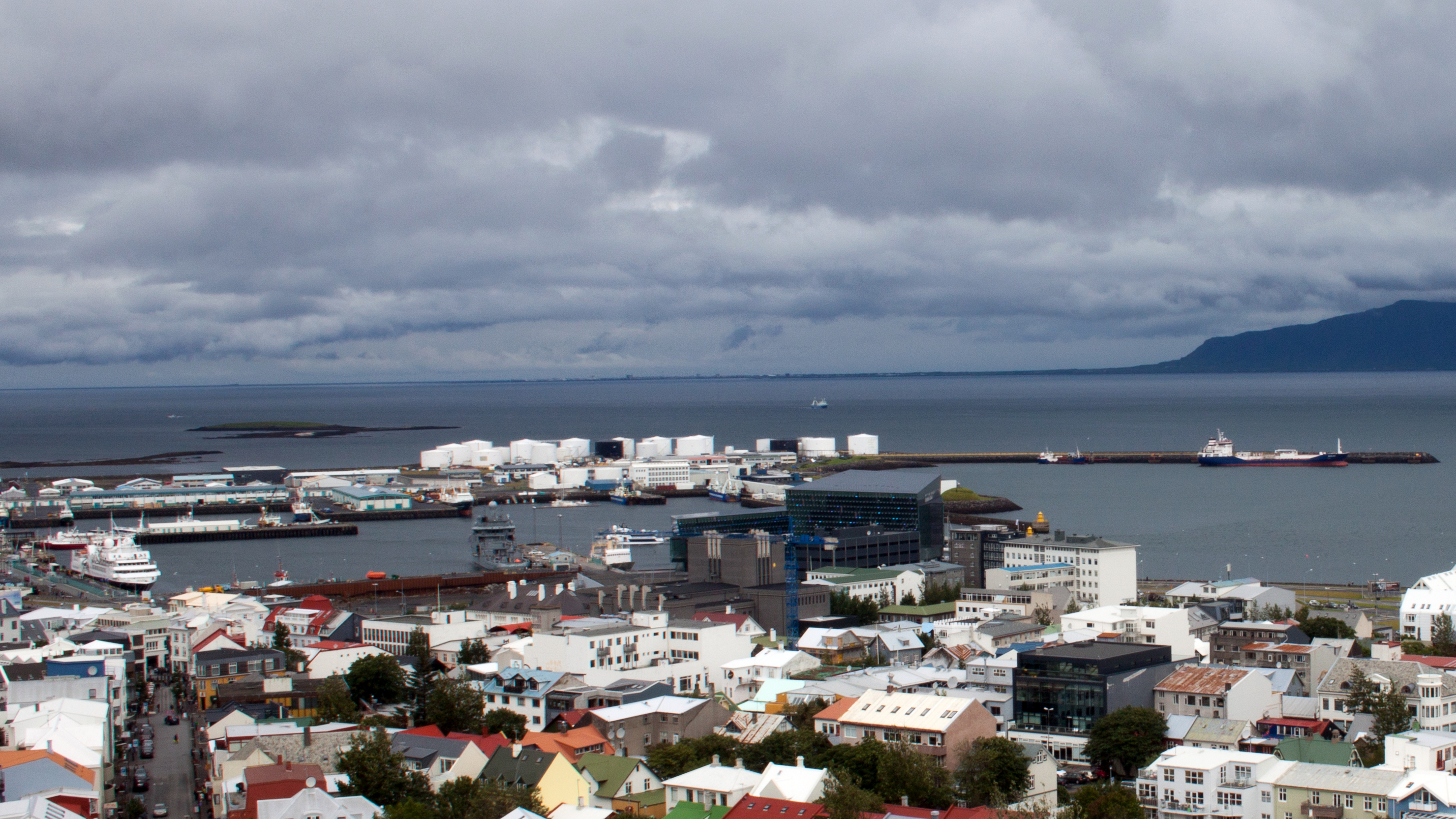
Вид на остров с Хадльгримскиркьи в июле 2014 года
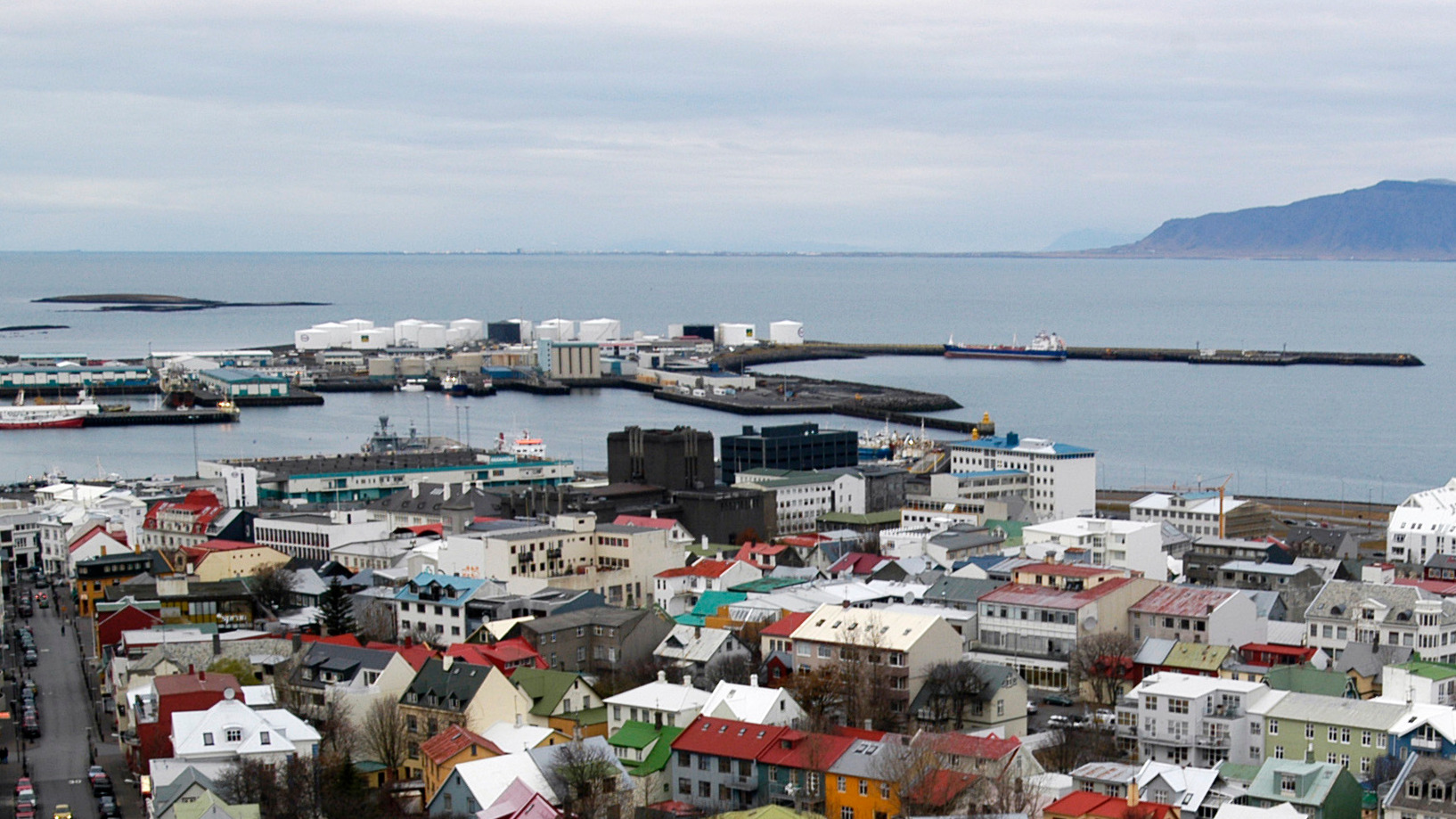
Вид на остров с Хадльгримскиркьи в октябре 2005 года
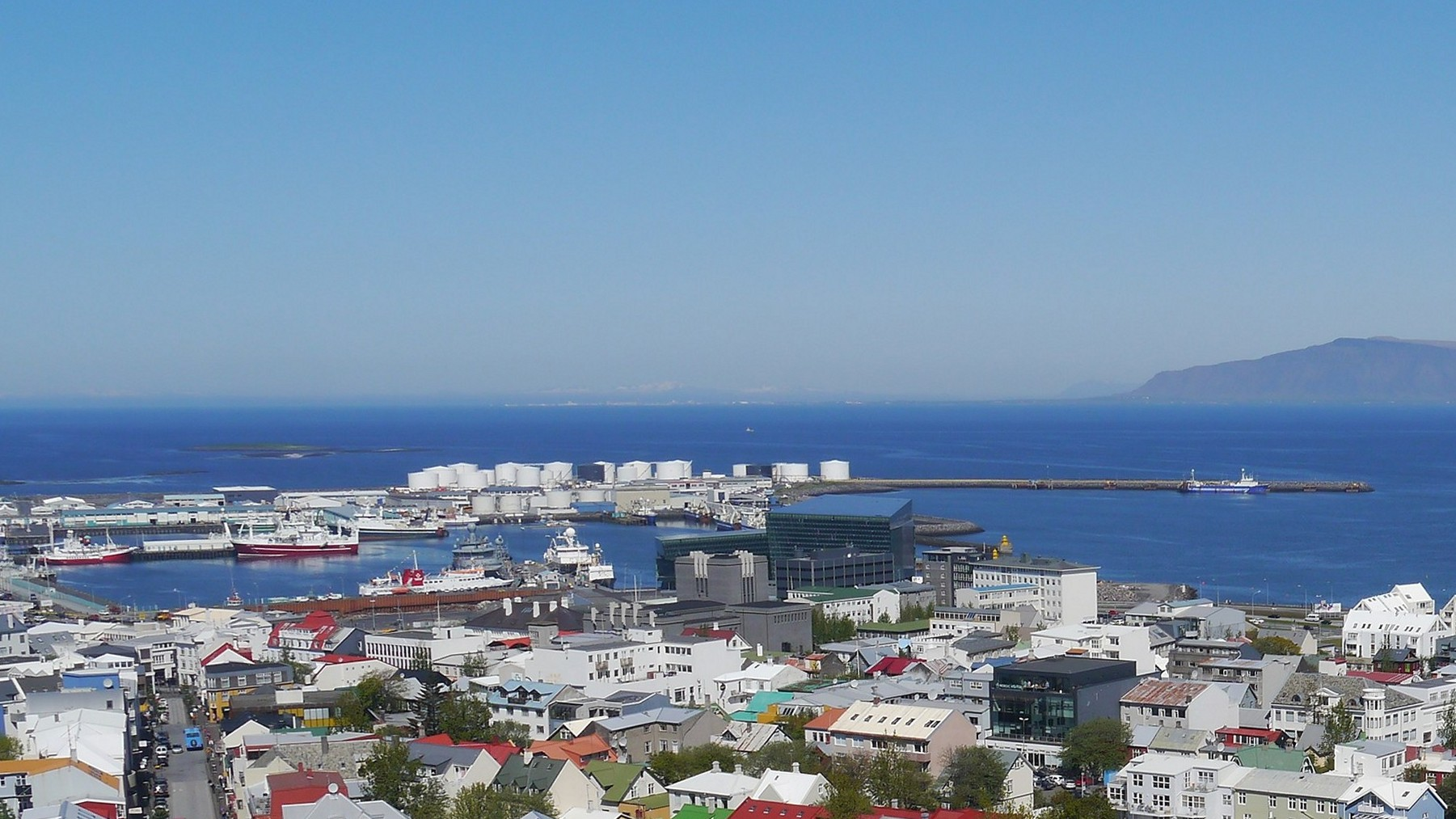
Вид на остров с Хадльгримскиркьи в июне 2012 года